# Centre de Computació de Corea
El Centre de Computació de Corea (en coreà: 조선콤퓨터쎈터) és el principal centre d'investigació de tecnologies de la informació de Corea del Nord, fundat el 24 d'octubre de 1990. El CCC opera vuit centres de desenvolupament i producció, i 11 centres regionals d'informació. Té oficines filials a Alemanya, Xina, Siria i als Emirats Àrabs Units. Posseeix un especial interès en investigació en Linux.